# 202
El año 202 (CCII) fue un año común comenzado en viernes del calendario juliano, en vigor en aquella fecha.
En el Imperio romano el año fue nombrado el del consulado  de Severo y Antonino o, menos comúnmente, como el 955 Ab urbe condita, siendo su denominación como 202 posterior, de la Edad Media, al establecerse el Anno Domini.

## Acontecimientos
- El emperador romano Septimio Severo prohíbe la conversión al cristianismo y al judaísmo.
- En Hispania se produce una persecución de cristianos.[1]
- San Ceferino sucede a San Víctor I como papa en el año 202.

## Fallecimientos
- San Irineo - Obispo, santo y Padre de la Iglesia.
- Séptimo Severo. Tras su muerte le sucede su hijo Caracalla, luego de asesinar a su hermano Geta.[2]